# Klaudia (Grande-Pologne)
Pour les articles homonymes, voir Klaudia (homonymie).
Klaudia est une localité polonaise de la gmina de Margonin, située dans le powiat de Chodzież en voïvodie de Grande-Pologne.